# Alekszej orosz cár
I. Alekszej cár (oroszul: Алексей I, teljes nevén Alekszej Mihajlovics Romanov Алексей Михайлович Романов; Moszkva, 1629. március 9. – Moszkva, 1676. január 29.) orosz cár 1645-től kezdve élete végéig. Uralkodása alatt zajlott le az orosz ortodox egyház kettészakadása.

## Származása és gyermekkora
Alekszej Mihajlovics nagyherceg 1629-ben született az első Romanov-házi cár, I. Mihály cár és Jevdokija Lukjanovna Sztresnyeva orosz cárné harmadik gyermekeként. Nevelését a nyugati kultúra hívére, a bojárcsaládból származó Borisz Ivanovics Morozovra bízták, aki német szokásokat vegyített a trónörökös életébe. A nagyherceget már igen fiatalon mély vallásosság jellemezte, mely később kihatott uralkodásának egészére.
Édesapja, aki 1645 nyarán súlyosan megbetegedett, hivatalosan is őt nevezte meg utódjának. A trónt július 13-án foglalta el, tizenhat évesen.

## Uralkodása
Az ifjú cár uralkodásának elején jobbára tanácsnokaitól függött. Nagy befolyást gyakorolt rá egykori tanítója, Morozov; illetve Ilja Danyilovics Miloszlavszkij herceg, akinek Marija Iljinyicsna nevű leányát 1648 januárjában Alekszej el is vette feleségül. Szintén jelentős hatalommal rendelkezett még az országos gyűlés és a bojár duma. Ezek jelentősége azonban idővel csökkent: az országos gyűlést 1653-tól kezdve nem hívták össze, míg a bojár dumába egyre több köznemes került. A nemesség továbbra is fontos szerepet játszott az ország és a cár életében. Így például Nyikita Odojevszkij herceg is. A kormányzásba idővel mind több kevésbé előkelő származása, de tehetséges embert vontak be. Így juthatott szóhoz többek között Afanaszij Lavrentyjevics Orgyin-Nascsokin és Artamon Szergejevics Matvejev.

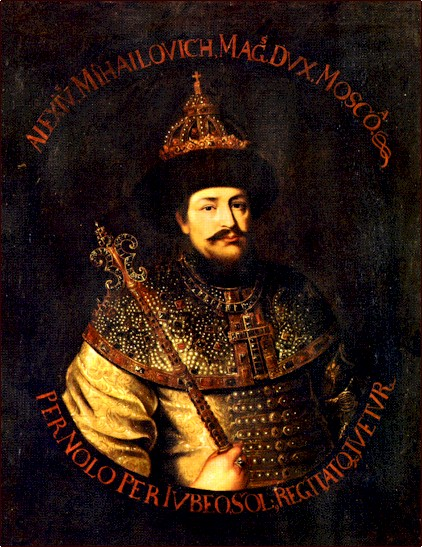
Alekszej cár

1645-ben és az ezt követő néhány évben a cár négyszeresére emelte a sóra kivetett adót, és a dohányt is súlyosan megvámolta. Ezen kívül számos kormánytisztviselőt elbocsátottak, a megmaradtaknak csökkentették jövedelmét; a sztreleceknek pedig több havi zsolddal tartozott az ország. Az adók és a Miloszlavszkij család korrupció gyanújába keveredése 1648-ban lázadáshoz vezetett. Júniusban a Kreml környékén feldühödött tömeg gyűlt össze, Morozov és a népszerűtlen tanácsadók kiadását követelve. Több tanácsnok házát is felgyújtották, a tűz továbbterjedt, súlyos károkat okozva egész Moszkvában. A cár válaszul két új tisztségviselőt nevezett ki gyorsított eljárással történő kivégzésekhez; pénzt osztott szét a lázongók között, és ígéretet tett Morozov száműzésére. A fővárosban ugyan lecsillapodtak a kedélyek, azonban 1650-ben Velikij Novgorodban és Pszkovban is felkelések robbantak ki. A dohányadót eltörölték, majd az elégedetlenség elülésével Morozovot visszahívták Moszkvába.
A lázadások elmúltával a cár összehívta az országos gyűlést. Itt bizottságot választottak az 1649-es törvénykönyv, az ulozsenyije összeállításához. Az ulozsenyijében súlyos büntetéseket szabtak ki a politikai és vallási rend ellen lázadókra, valamint rendezték a jobbágyság helyzetét. Minden paraszt a leszármazottaival együtt röghöz kötötté vált, a szökött jobbágyokat késedelem nélkül vissza kellett hurcolni uraikhoz. A törvénykönyv ugyanígy járt el a kereskedők és a kézművesek ügyében is, csak őket a városokhoz kötötte. Külföldi utazásokhoz magától az uralkodótól kellett engedélyt kérni. Az egyház földszerzési jogait korlátozták; 1649-ben a cár e törvény betartatására és az egyházi birtokok felügyelésére külön kolostori kormányszéket hozott létre.
A cár tanácsadói közé tartozott a jámborságáról híres bojár, Fjodor Mihajlovics Rtyiscsev (1625–1673). Rtyiscsev több moszkvai menhelyet is építtetett, illetve ingyenes iskolát működtető kolostort alapított. Az ő hatására fogadta szolgálatába a cár Szimeon Polockijt, aki egyszerre működött udvari költőként és a cári gyermekek nevelőjeként. A cár pártolta a színházat is, noha azt az ortodox egyház „veszélyes illúziónak” tartotta. A Kreml és Kolomenszkoje több termébe is csillagokat és bolygókat ábrázoló freskókat festettek, mivel az uralkodó egyik szenvedélye a csillagászat volt.

### Az orosz–svéd–lengyel háború

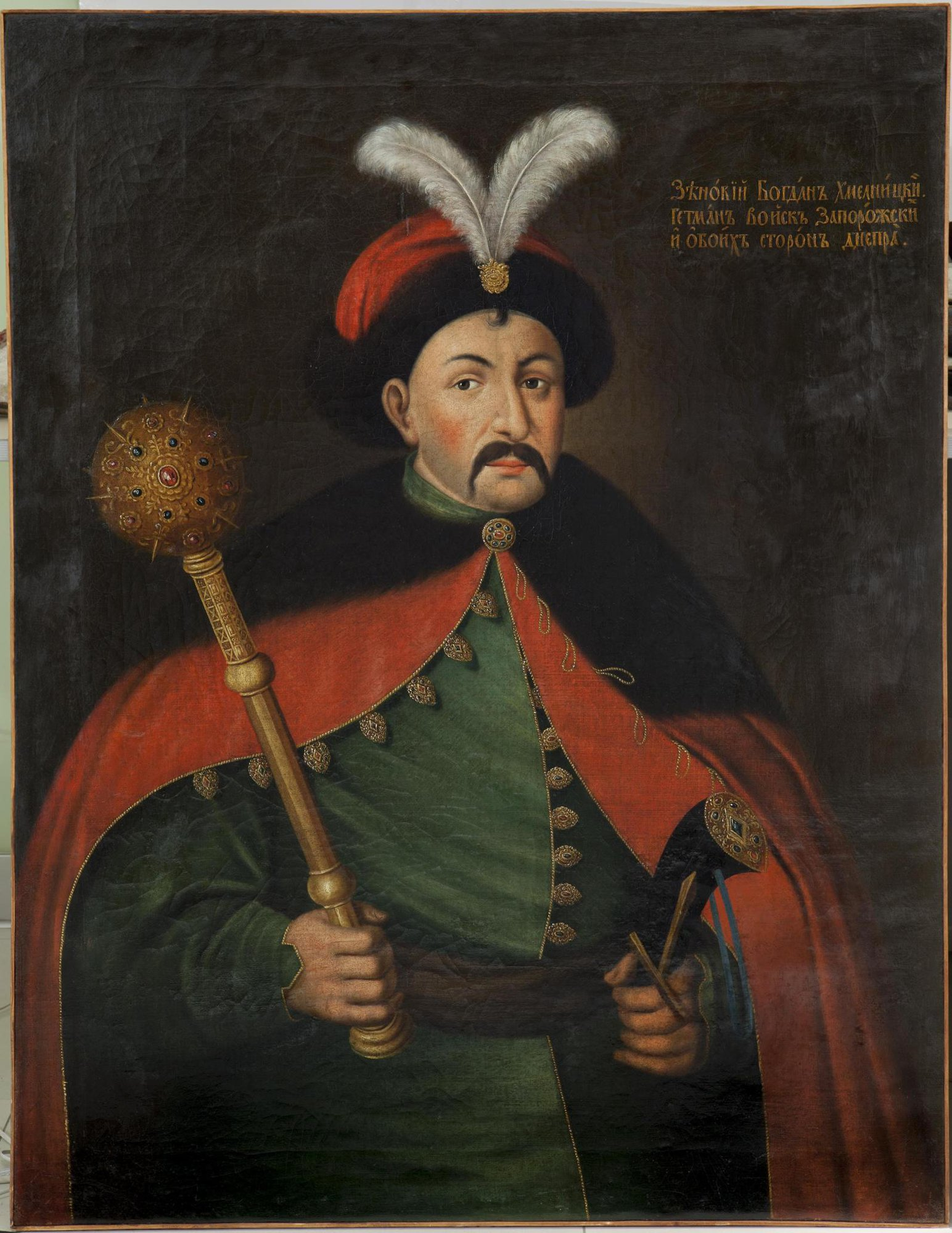
Bohdan Hmelnickij zaporoszjei atamán

Bohdan Hmelnickij zaporozsjei kozák hetman már 1648-tól kérte az orosz cár fellépését az ukrán területeket megszállva tartó lengyelek ellen. 1653-ig az orosz országos gyűlés azonban nem adott engedélyt a hadviselésre, és az 1654-es perejaszlavi szerződésben is csak azzal a feltétellel állt a kozákok mögé, hogy a legtöbb kozák vezér hűségesküt tett a cárnak. A szerződés és a hűségeskü ellenére azonban a kozákok nem kerültek teljes mértékben orosz uralom alá; függetlenségüket még sokáig nem kényszerültek feladni.
1654 tavaszán az egyesített orosz és kozák csapatok megkezdték a lengyel erők kiűzését Ukrajna területéről. További céljaik közé tartozott Fehéroroszország meghódítása és Szmolenszk bevétele. A személyesen a cár által vezetett Szmolenszk elleni ostrom 1654 szeptemberében orosz sikerrel végződött, a város megadta magát. Ugyanez év nyarán pestisjárvány tört ki a fővárosban és más településeken. Nyikon moszkvai pátriárka idejében biztonságos helyre küldte a cári családot, amiért hálából ősszel nagyfejedelmi címet kapott, és a cár megbízta őt az ország vezetésével távolléte idején. A betegség következtében Moszkva adózóinak 80%-a meghalt.
1655-ben az orosz csapatok sorra elfoglalták Minszket, Lvovot, Vilnát, Kovnót és Mogiljovot. X. Károly Gusztáv svéd király seregei ezalatt megszállták Lengyelországot, és bevették Varsót. Decemberben a cár visszatért Moszkvába, ahol tanácsadói figyelmeztették rá, hogy az állandósult svéd jelenlét veszélyes lehet az ország számára. A tanácsadók – Orgyin-Nascsokin vezetésével – arra biztatták az uralkodót, hogy szövetkezzék a lengyelekkel a svédek ellen. Így egyrészt Riga elfoglalásával Oroszországnak lehetősége nyílt volna a Balti-tenger partját megszerezni, másrészt Orgyin-Nascsokin elképzelhetőnek tartotta, hogy a gyermektelen János Kázmér lengyel király halála után a lengyel nemesek Romanov-házi királyt választanak.
1656 áprilisában Oroszország fegyverszünetet kötött Lengyelországgal, a rá következő hónapban pedig Alekszej cár hadat üzent Svédországnak. Orosz kézre került Lettország, Észtország és Finnország területének jó része, Rigát azonban nem tudták elhódítani a svédektől. Úgy tűnt, hogy év végére sikerül aláírni az orosz–lengyel békeszerződést, amely egyben Alekszej cárt jelölte volna János Kázmér király utódjául a lengyel trónra. A kozákok között kitört belháború azonban közbeszólt: Hmelnickij 1657 júliusi halála után a kozákok két pártra szakadtak: az egyik fél támogatta Moszkvát, míg a másik tábor szerint viszont az orosz–lengyel egyezkedések ártottak a kozák függetlenség ügyének. A belharcokat látván a lengyel nemesség 1658 novemberében felmondta a fegyverszünetet. A cár pedig, aki nem akart egyszerre a lengyelekkel és a svédekkel is háborúba keveredni, decemberben fegyverszünetre lépett a svédekkel.
Az 1659-es év nem hozott jelentős sikereket az oroszok számára; 1660 májusában pedig a lengyelek az oliwai egyezményben békét kötöttek a svédekkel. A cár ekkor az 1661-es kardisi egyezményben a tartós svéd–orosz béke érdekében lemondott az oroszok által elfoglalt svéd területekről. A lengyelek elleni küzdelem 1667-ig húzódott el, ezalatt Oroszország területeket vesztett Fehéroroszországban és Litvániában. 1667-ben Lengyelország tárgyalásokat kezdeményezett. A tizenhárom és fél évig érvényben lévő andruszovói béke törvényesen is orosz kézre juttatta Szmolenszket és Ukrajnának a Dnyepertől keletre fekvő részét; lengyel uralom alatt maradt viszont Ukrajna másik fele és Fehéroroszország. Kijev városa 1669-ig tartozhatott volna orosz fennhatóság alá, ám az időpont elérkeztével a cár nem volt hajlandó átengedni a települést. 1686-ban a lengyelek végül átengedték Kijevet az oroszoknak.

### Az egyházszakadás
Alekszej cár uralkodása alatt két mozgalom bontakozott ki az Orosz ortodox egyházon belül. Az egyik a félrefordított, helyi szokásokkal tarkított szertartásrendet és szent szövegeket akarta összhangba hozni az eredeti görög ortodox tanításokkal. A másik csoport a vallási és világi személyek erkölcsi és műveltségi színvonalát kívánta emelni. Maga az uralkodó kezdetben mindkét reformtörekvésre nyitott volt: rendeletekben tiltotta meg a nyilvános szórakozást, büntette az istenkáromlást és korlátokat szabott a szeszes italok árusításának. 1652-ben a Moszkvában letelepedett, nem ortodox vallásúakat fallal elkülönített városrészbe költöztette (így alakult ki az orosz főváros híres német negyede, a Nyemeckaja Szloboda).

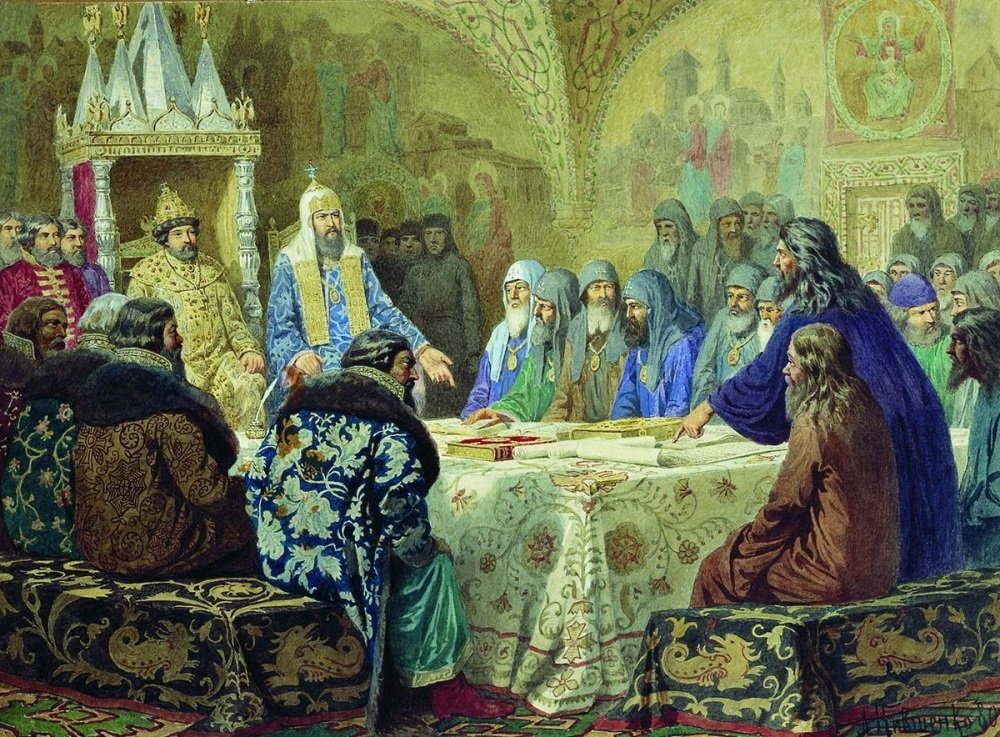
Alekszej cár és Nyikon pátriárka tanácskozás közben (Alekszej Kivsenko)

1652-ben elhunyt a moszkvai pátriárka, s örökébe a cár óhajának megfelelően Nyikon novgorodi metropolita lépett. Nyikon pátriárka az egyházi reformok pártfogójaként szerzett hírnevet, ugyanakkor helytelenítette az állam beavatkozását a vallási ügyekbe. Az 1649-ben felállított kolostori kormányszék munkáját pátriárkaként jelentősen sikerült korlátoznia. Nyikon pátriárka azon reformerek közé tartozott, akik a görög ortodox egyházat kívánták követni. Arrogáns természete miatt viszont több reformer is elpártolt tőle. Többek között Avvakum protopópa is, akinek nézetei szerint a görög egyház elveszítette a tekintélyét, mivel a 15. században a római katolikus egyház kegyeit keresték. Az ortodox egyházak életében központi szerepet tölt be a szertartásrend és a liturgia, a reformerek pedig ezekben sem értettek egyet. Vita tárgyát képezte például Jézus nevének helyes írásmódja és az, hogy kettő avagy három ujjal kell-e keresztet vetni.
A két félnek nem sikerült megegyezésre jutnia, ez pedig egyházszakadáshoz vezetett. A hagyományos orosz vallásgyakorlat mellett kiállók (az óhitűek vagy szakadárok) külön egyházat alapítottak, szembeszegülve az uralkodóval és a pátriárkával. Alekszej cár továbbra is egyetértett Nyikon véleményével, ám 1657-re kapcsolatuk megromlott, mivel a pátriárka egyre több beleszólást követelt az egyház számára az állami ügyekbe. 1657-ben Nyikon nem akarta felszentelni a kijevi egyházmegye élére a cár által kiválasztott metropolitát, mert szerinte ezzel Kijev a konstantinápolyi pátriárka alá került volna. Cserébe az uralkodó 1658-ban megtiltotta Nyikonnak a nagyfejedelmi cím használatát, melyet még 1654-ben adott neki. A pátriárka erre kiátkozta a cárt, majd egy kolostorban húzta meg magát.
Nyikon mindazonáltal nem mondott le pátriárkai címéről, a cárnak pedig nem állt hatalmában elmozdítani. 1660-ban ezért Alekszej összehívta az orosz püspöki szinódust, de ennek sem állt jogában felmenteni az egyházfőt. 1664-ben Nyikon drámai visszatérést rendezett: váratlanul betoppant a kremlbeli Blagovescsenszkij székesegyházban tartott misére, és átvette az istentisztelet vezetését. A cár megparancsolta neki, hogy hagyja el Moszkvát, aminek Nyikon eleget tett. 1666-ban újra összeült az egyházi tanács, ekkor már az alexandriai és az antiochiai pátriárka részvételével. A tanács kimondta Nyikon „trónfosztását”, továbbá száműzték egy északi kolostorba. A cár egyébként kedvesen bánt Nyikonnal, több ízben is küldött neki ajándékot. Az egyház–állam vita azonban továbbra sem oldódott meg, így az egyházi tanácsot nem oszlatták fel. 1667-ben a tanács úgy határozott, hogy a cár hatalma csak a világi ügyekre terjed ki. A kolostori kormányszék hatalma egyre csökkent, mígnem 1675-ben Ioakim pátriárka kérésére a cár felszámolta. Nyikon pátriárka utódai folytatták a megkezdett liturgiai reformokat; az óhitűeket üldözték. A legtöbb szakadárt száműzték, bebörtönözték vagy kivégezték, míg mások fegyveres lázadásokban vettek részt, és ott lelték halálukat.

### A rézfelkelés és további reformok
Mivel a lengyelek és a svédek ellen viselt háború igen megterhelte az államkincstárat, a cár 1656-ban a pénzhigítás módszeréhez folyamodott, azaz az ezüstérmékkel azonos értékű rézpénzt veretett. Több nemes és tisztviselő – köztük a cár apósa, Ilja Danyilovics Miloszlavszkij – kihasználta a lehetőséget, és - jelentős gazdagságra szert téve ezzel - a saját rézkészletükből verettek pénzt. A csalás napvilágra került, ám az elkövetők enyhébb büntetésekkel megúszták.
1662 júliusában a többlet pénzkibocsátás okozta infláció lázadásokat eredményezett. Ötezer orosz vonult az uralkodó kolomonszkojei nyári palotájához azt követelve, hogy Alekszej cár büntesse meg az inflációért felelős személyeket. A cár, aki éppen templomban volt, üzenetet küldött Miloszlavszkijnak és társainak, hogy rejtőzzenek el; illetve moszkvai csapatokat hívott. Ezután felszólalt a tömeg előtt is, szemrehányást tett a mise félbeszakításáért, és megígérte, hogy foglalkozik az üggyel. A tömeg lecsendesedett, és kezdett szétszéledni, amikor újabb csapat lázadó jelent meg. A Moszkvából hívott csapatok azonban megérkeztek, és lemészárolták a felkelőket. Több héten át tartottak a lázadás résztvevőinek kivégzései. 1663-ban a cár rendeletet bocsátott ki, melyben visszaállította az ezüstpénzt, és parancsba adta a rézpénzek beolvasztását.

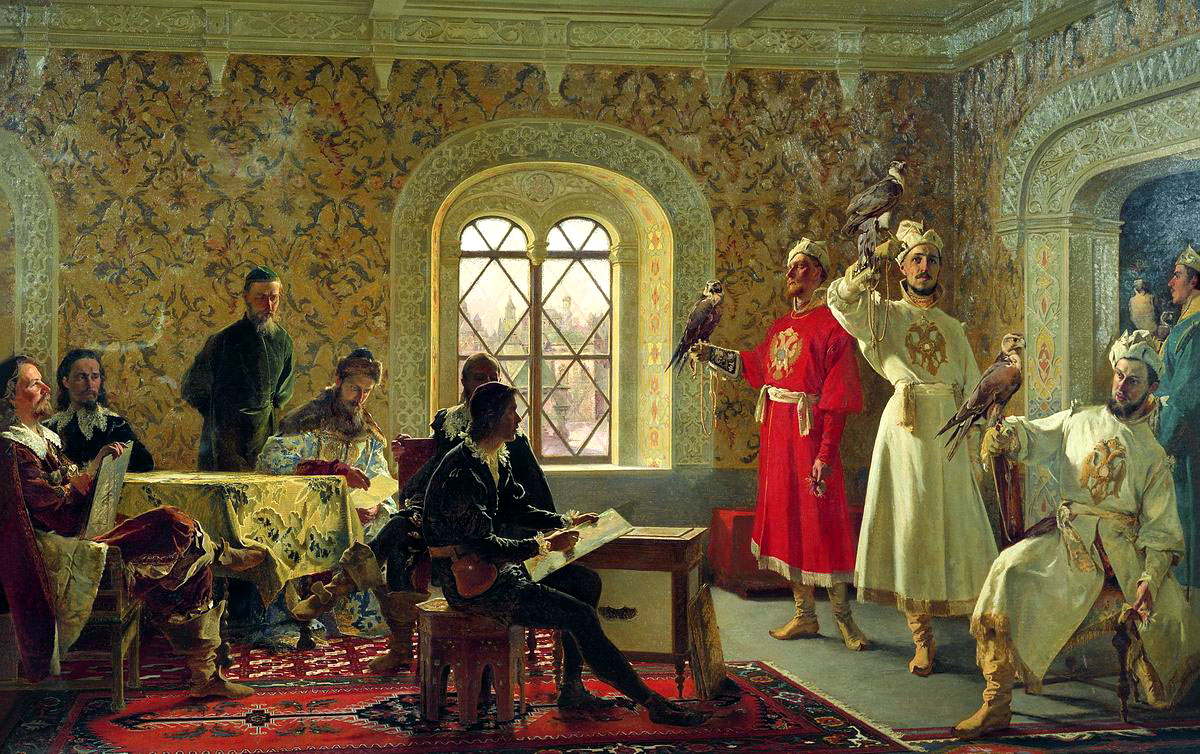
A cár és solymászai (Olekszandr Litovcsenko)

I. Alekszej idején megújult a hadsereg, melybe külföldről hívtak tapasztalt tiszteket. Ugyancsak idegen földről hivatták a mérnököket és a fegyvergyártókat. 1654-ben létrejött a titkos ügyosztály, mely feladatát tekintve eleinte a cár solymászatával foglalkozott – az uralkodónak ugyanis 3000 sólyom volt a birtokában, s 200 solymász gondozta őket. Az ügyosztály feladatköre idővel módosult, a cár személyes pénzügyei és levelezése is a hatáskörébe került, ezen kívül számos hivatalnokot is itt képeztek ki. A koronabirtokok Oroszország legnagyobb és legjelentősebb ipari és mezőgazdasági létesítményeivé váltak. Izmailovóban, a cári vadászlak környékén például gyümölcsösöket, kertészeteket, egy kísérleti majort, és gyárakat alapítottak, ahol külföldi mesteremberek képezték ki az orosz munkásokat. Ugyancsak Izmailovo francia stílusú parkjaiban jött létre az első orosz állatkert. Más cári kézen levő földek a kötélverés és a hamuzsírgyártás központjaivá nőtték ki magukat.
1649-ben, I. Károly angol király kivégzését követően a cár megvonta az angol kereskedők kiváltságait; az 1650-es években pénzt és követeket küldött a száműzetésben élő II. Károly angol királyhoz. Az 1654-es kereskedelmi pátens felemelte a külkereskedelmi vámot; az Orgyin-Nascsokin által tervezett 1667-es kereskedelmi törvény egységes kereskedelmi feltételeket biztosított minden külföldi számára, ugyanakkor az orosz kereskedők védelmét is lehetővé tette. A törvény ezen kívül - a luxuscikkeket kivéve - minden termékek utáni adót csökkentett.

### Razin lázadása és a törökkel való háború
Sztyepan Tyimofejevics Razin avagy Sztyenka a doni kozákok egyik vezetője volt, aki kezdetben csak azzal foglalkozott, hogy minél nagyobb vagyont harácsoljon össze. 1667-től kezdve azonban az általa vezetett kozákok és a szökött jobbágyok már cári hivatalnokok életét is kioltották. 1668-ban a kaszpi-tengeri kalóznak szegődött, majd ő és emberei hamarosan Oroszország belseje felé indultak. Razin nagy népszerűségnek örvendett, mivel azt ígérte, hogy felszabadítja a parasztokat a rájuk rótt terhek alól. Hamarosan csatlakoztak hozzá a zaporozsjei kozákok is, ily módon 1670 végére a kormány uralma megszűnt Kelet-Oroszország nagy része felett. Razin mintegy húszezer főt számláló sereget tudott a háta mögött, és azt állította, hogy Alekszej Alekszejevics trónörökös, nagyherceg érdekében cselekszik – noha Alekszej cárevics 1670-ben elhunyt. Ez azonban semmiben nem akadályozta meg Razint, akinek táborában több ál-Alekszej is tartózkodott sőt, egy olyan ember is, aki azt mondta, ő Nyikon pátriárka.
A lázadás akkor vett Razin számára kedvezőtlen fordulatot, amikor Szimbirszket ostromló seregét a kormány csapatai szétverték. A cárhoz hű kozákok hamarosan őt magát is elfogták, és kiadták a kormánynak. Razint személyesen a cár hallgatta ki, majd megkínoztatta és kivégeztette. A kormány haderői leszámoltak a lázadókkal. Több tízezer doni kozákot öltek meg.
1672-ben török seregek szállták meg a lengyel Ukrajnát. A cár – aki ismét érdekeltté vált a lengyel trónöröklésben – Lengyelország segítségére sietett, és megtámadta a törököket. A háború orosz kudarccal végződött: a lengyelek új királya III. (Sobieski) János lett, a török erők pedig kikergették az oroszokat a lengyel Ukrajnából. A törökök az oroszok kezében levő keleti ukrán területeket is le akarták igázni, amelyet Petro Dorosenko lázadó hetman ajánlott fel nekik. Alekszej utódjának, Fjodornak a seregeit viszont kozák támogatással megtörték Dorosenkót, s bár a törökök megszállták az országot, végül a veszteségek miatt feladni kényszerültek állásaikat.

## Magánélete
| „                                    | Ő cári felsége jóképű ember… arca pirospozsgás, haja világosbarna, szakálla nyíratlan, termete magas és kövér, modora méltóságteljes, indulatos, nagylelkű, jószívű, szemérmes papucsférj, leánytestvéreihez és gyermekeihez rendkívül kedves, memóriája kitűnő, következetesen hithű, és az egyházat is támogatja… | ” |
| – Samuel Collins, a cár angol orvosa | |   |

Alekszej cár az utókor számára a „legszelídebb cárként” vált ismertté. Vidám, udvarias természete mély vallásossággal párosult; több olyan levele is fennmaradt, melyekben híveit próbálja jobb kedvre deríteni.

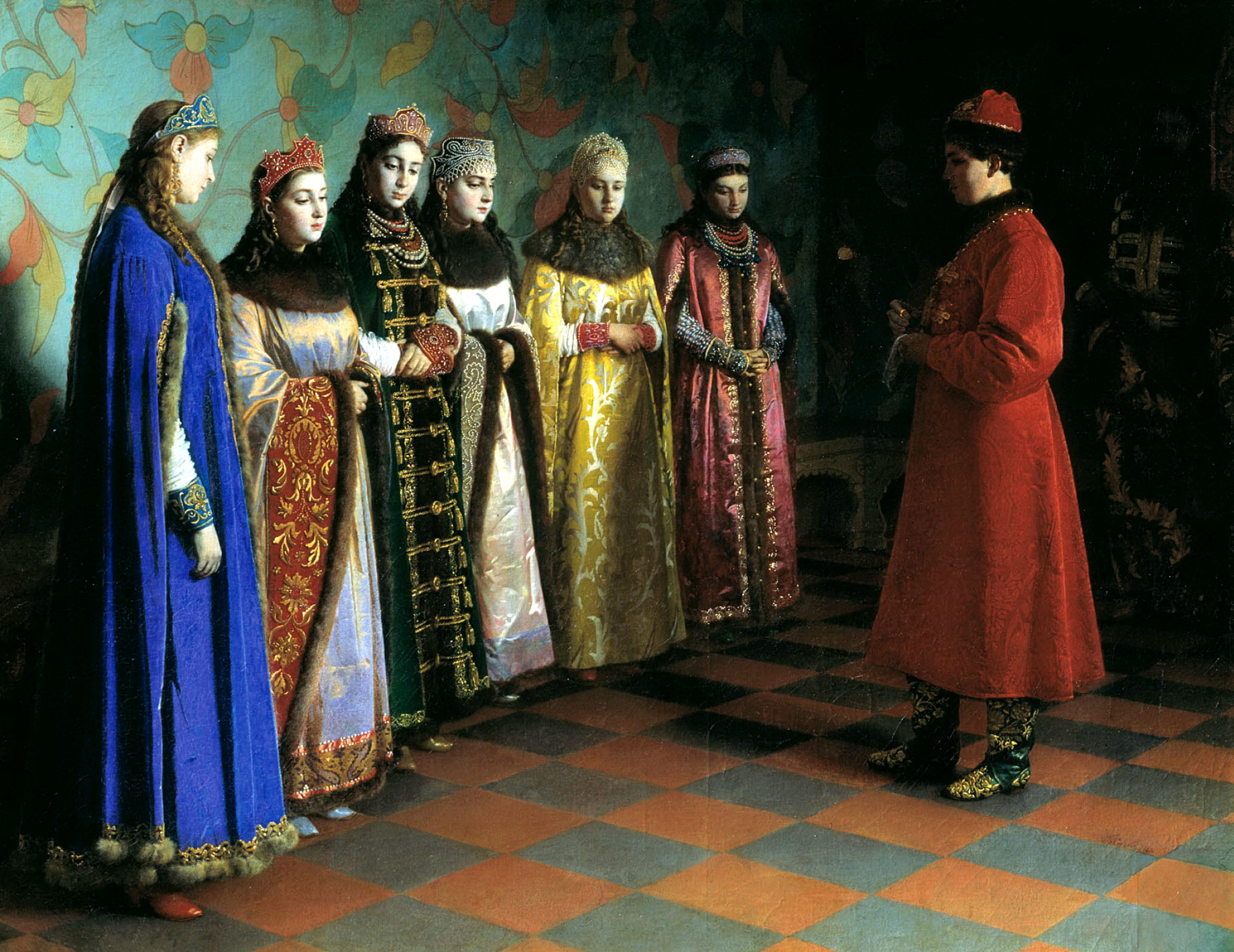
Alekszej cár feleséget választ magának

A cár 1648. január 26-án elvette feleségül Marija Iljinyicsna Miloszlavszkaja hercegnőt, akit több száz nemesi hölgy közül választott ki nevelője tanácsára. A házaspárnak összesen tizenhárom gyermeke született (öt fiú és nyolc leány). Marija Iljinyicsna cárné 1669-ben, tizenharmadik gyermeke születése után hunyt el, míg legidősebb életben maradt fia, Alekszej Alekszejevics cárevics alig egy éven belül követte édesanyját. Alekszej cár további két fia, Fjodor Alekszejevics és Ivan Alekszejevics is gyenge egészségűek voltak, így a dinasztia érdekében a cárnak újra kellett nősülnie.
Alekszej Natalja Kirillovna Nariskinát, Matvejevnek a gyámleányát választotta új feleségként. 1671. február 1-jén tartották meg az esküvőt, mely azonban heves ellenkezést váltott ki Marija Iljinyicsna cárné családjából, a Miloszlavszkijokból. A Nariskin család és a Miloszlavszkij família között valóságos párharc bontakozott ki, mely később három további cár uralkodását is beárnyékolta. Alekszej cárnak és Natalja Kirillovna cárnénak három utóda született.

### Gyermekei
| Név                      | Élt         | Megjegyzés                           |
| ------------------------ | ----------- | ------------------------------------ |
| Dmitrij Alekszejevics    | 1648 – 1649 |                                      |
| Jevdokija Alekszejevna   | 1650 – 1712 |                                      |
| Marfa Alekszejevna       | 1652 – 1707 |                                      |
| Alekszej Alekszejevics   | 1654 – 1670 |                                      |
| Anna Alekszejevna        | 1655 – 1659 |                                      |
| Szofja Alekszejevna      | 1657 – 1704 | Oroszország régensnője.              |
| Jekatyerina Alekszejevna | 1658 – 1718 |                                      |
| Marija Alekszejevna      | 1660 – 1723 |                                      |
| Fjodor Alekszejevics     | 1661 – 1682 | III. Fjodor néven Oroszország cárja. |
| Feodoszija Alekszejevna  | 1662 – 1713 |                                      |
| Szimeon Alekszejevics    | 1665 – 1669 |                                      |
| Ivan Alekszejevics       | 1666 – 1696 | V. Iván néven Oroszország cárja.     |
| Jevdokija Alekszejevna   | 1669 – 1669 |                                      |
| Pjotr Alekszejevics      | 1672 – 1725 | I. Péter néven Oroszország cárja.    |
| Natalja Alekszejevna     | 1673 – 1716 |                                      |
| Fjodora Alekszejevna     | 1674 – 1677 |                                      |

## Trónutódlása és halála
Miután 1670-ben elhunyt legidősebb fia, a cár Marija Iljinyicsna cárnétól született másik fiát, Fjodor Alekszejevicset tette meg örökösének. Alekszej cár 1676. január 29-én szenderült jobblétre, negyvenhat évesen, mikor a törökök elleni háború még nem zárult le.
Hódításait és az ország megreformálását legkisebb fia, a később I. Nagy Péterként megismert Pjotr Alekszejevics folytatta. A 19. században, a szlavofil mozgalmak idején uralkodását a moszkvai hagyományok végső felvirágozásának tartották; ő volt a példaképe az utolsó cárnak, II. Miklósnak. Más történészek szerint csupán báb volt a hatalommal bíró tanácsnokai kezében; haladó szellemű országlása azonban kétségtelen.